# Platygaster diplosisae
Platygaster diplosisae är en stekelart som beskrevs av Jean Risbec 1956. Platygaster diplosisae ingår i släktet Platygaster och familjen gallmyggesteklar. Inga underarter finns listade i Catalogue of Life.